# Nota fonamental

Un acord en do major en la seva posició fonamental, la primera inversió i la segona inversió, respectivament

En música, la nota fonamental o fonamental d'un acord (de l'italià basse fondamentale) és la nota o el to en què aquest acord és construït o està centrat d'una manera jeràrquica, dins el que s'anomena la tonalitat. Aquesta jerarquia és present en la música occidental, i el seu ús és una habilitat bàsica dins els programes d'educació musical.
Quan la fonamental és la nota més greu, la nota més baixa d'un acord determinat, es diu que l'acord està en la posició fonamental. Això també pot ser descrit com la forma "normal", a diferència de la forma invertida. Quan la fonamental no és la nota més baixa d'un acord, es parla d'una inversió a l'acord.
Convencionalment, el nom de la nota que és la fonamental s'utilitza per denominar l'acord. Així, un acord major, construït sobre la nota do, és un acord en do major. A partir de les aportacions de Rameau, la teoria de la música tonal solen tractar les fonamentals com el tret definitori d'un acord. A més, en la música més simple, si es coneix la tonalitat, es coneixen les característiques dels acords tan sols a partir de la fonamental.
Els acords que apareixen la música atonal sovint tenen una fonamental indeterminada, i es caracteritzen millor pels intervals de l'acord.